# Dracs (sèrie de televisió)
Dracs (títol original en anglès, DreamWorks Dragons) és una sèrie de televisió animada per ordinador estatunidenca basada en la pel·lícula de 2010 Com ensinistrar un drac. La sèrie serveix de pont entre la primera pel·lícula i la seva seqüela del 2014. S'ha doblat al català pel canal Super3.
Cartoon Network va anunciar Dracs el 12 d'octubre de 2010. Segons Tim Johnson, productor executiu de la pel·lícula, la sèrie estava planejada per ser molt més fosca i profunda que les anteriors sèries de televisió derivades de DreamWorks Animation, amb un to similar a la pel·lícula. Dracs va ser la primera sèrie de DreamWorks Animation que es va emetre a Cartoon Network en lloc de Nickelodeon.
El 7 d'agost de 2012 es va emetre un visionament de dos episodis a Cartoon Network, i la sèrie es va estrenar oficialment el 5 de setembre de 2012. Un total de 40 episodis es van emetre a Cartoon Network durant les dues primeres temporades, subtitulades Els genets de l'illa del Fred i Els defensors de l'illa del Fred respectivament.
Posteriorment, la sèrie es va subtitular Cap a nous horitzons, la primera temporada de la qual va debutar a Netflix el 26 de juny de 2015. La segona i tercera temporada de Dracs: cap a nous horitzons es van estrenar el 8 de gener i el 24 de juny de 2016, respectivament. La quarta temporada es va estrenar el 17 de febrer de 2017. La sèrie es va renovar per a una cinquena temporada, que es va estrenar a Netflix el 25 d'agost de 2017. La sèrie (al costat de l'exclusiva de Netflix, All Hail King Julien) es distribueix com a part de la nova marca Universal Kids el 9 de setembre de 2017. Dracs: cap a nous horitzons es va renovar per a la sisena i última temporada, que es va estrenar el 16 de febrer de 2018.
Jay Baruchel, America Ferrera, Christopher Mintz-Plasse, T.J. Miller i David Tennant repeteixen els seus papers de veu de la pel·lícula en anglès.

## Visió global
| Temporada | Temporada | Subtítol                         | Episodis | Episodis | Dates d’estrena        | Dates d’estrena      | Dates d’estrena |
| Temporada | Temporada | Subtítol                         | Episodis | Episodis | Primera estrena        | Última estrena       | Network         |
| --------- | --------- | -------------------------------- | -------- | -------- | ---------------------- | -------------------- | --------------- |
|           | 1         | Els genets de l'illa del Fred    | 20       | 20       | 7 d'agost de 2012      | 20 de març de 2013   | Cartoon Network |
|           | 2         | Els defensors de l'illa del Fred | 20       | 20       | 19 de setembre de 2013 | 5 de març de 2014    | Cartoon Network |
|           | 3         | Cap a nous horitzons             | 13       | 13       | 26 de juny de 2015     | 26 de juny de 2015   | Netflix         |
|           | 4         | Cap a nous horitzons             | 13       | 13       | 8 de gener de 2016     | 8 de gener de 2016   | Netflix         |
|           | 5         | Cap a nous horitzons             | 13       | 13       | 24 de juny de 2016     | 24 de juny de 2016   | Netflix         |
|           | 6         | Cap a nous horitzons             | 13       | 13       | 17 de febrer de 2017   | 17 de febrer de 2017 | Netflix         |
|           | 7         | Cap a nous horitzons             | 13       | 13       | 25 d'agost de 2017     | 25 d'agost de 2017   | Netflix         |
|           | 8         | Cap a nous horitzons             | 13       | 13       | 16 de febrer de 2018   | 16 de febrer de 2018 | Netflix         |

## Episodis de Cartoon Network
Les primeres dues sèries es van emetres a Cartoon Network.

### Temporada 1:Els genets de l'illa del Fred(2012–13)
La primera temporada està subtitulada Els genets de l'illa del Fred. La sèrie comença on acaba la primera pel·lícula, amb personatges d'entre 15 i 16 anys.
| Núm. total | Núm. de la temporada | Títol                                    | Direcció                      | Guió                                                                  | Data d'emissió original |
| ---------- | -------------------- | ---------------------------------------- | ----------------------------- | --------------------------------------------------------------------- | ----------------------- |
| 1          | 1                    | «Com muntar una acadèmia de dracs»       | Anthony Bell                  | Mike Teverbaugh i Linda Teverbaugh                                    | 7 d'agost de 2012       |
| 2          | 2                    | «Viking busca feina»                     | John Sanford                  | Art Brown i Douglas Sloan                                             | 7 d'agost de 2012       |
| 3          | 3                    | «L'estable»                              | John Eng                      | Mike Teverbaugh i Linda Teverbaugh                                    | 4 de setembre de 2012   |
| 4          | 4                    | «Malavinguts»                            | Louie del Carmen i Joe Sichta | Jim Cooper                                                            | 11 de setembre de 2012  |
| 5          | 5                    | «Ens refiem dels dracs»                  | John Sanford                  | Art Brown i Douglas Sloan                                             | 18 de setembre de 2012  |
| 6          | 6                    | «L'Alvin i els proscrits»                | John Eng                      | Jim Cooper                                                            | 25 de setembre de 2012  |
| 7          | 7                    | «Com triar un drac»                      | Louie del Carmen i Joe Sichta | Art Brown, Douglas Sloan i Jim Cooper                                 | 3 d'octubre de 2012     |
| 8          | 8                    | «Retrat d'en Singlot Musculat»           | John Sanford                  | Jim Cooper                                                            | 10 d'octubre de 2012    |
| 9          | 9                    | «La flor del drac»                       | John Eng                      | Jim Cooper                                                            | 17 d'octubre de 2012    |
| 10         | 10                   | «L'informe de la Heather (I)»            | Louie del Carmen              | Art Brown i Douglas Sloan                                             | 14 de novembre de 2012  |
| 11         | 11                   | «L'informe de la Heather (II)»           | John Sanford                  | Mike Teverbaugh, Linda Teverbaugh, Art Brown i Douglas Sloan          | 21 de novembre de 2012  |
| 12         | 12                   | «Els jocs del desglaç»                   | John Eng                      | Jim Cooper, Art Brown i Douglas Sloan                                 | 28 de novembre de 2012  |
| 13         | 13                   | «Quan cauen els llamps»                  | John Sanford                  | Justin Hook                                                           | 5 de desembre de 2012   |
| 14         | 14                   | «Allò que vola per sota»                 | Louie del Carmen              | Jim Cooper, Art Brown i Douglas Sloan                                 | 6 de febrer de 2013     |
| 15         | 15                   | «Doble insensatesa»                      | Louie del Carmen              | F.M. De Marco, Mark Hoffmeier, Jack Thomas, Art Brown i Douglas Sloan | 13 de febrer de 2013    |
| 16         | 16                   | «L'insolent»                             | John Eng                      | Art Brown, Douglas Sloan i Jim Cooper                                 | 20 de febrer de 2013    |
| 17         | 17                   | «El pantà dels morts»                    | John Sanford                  | Art Brown i Douglas Sloan                                             | 27 de febrer de 2013    |
| 18         | 18                   | «Una pedra preciosa d'un color diferent» | John Eng                      | Mike Teverbaugh, Linda Teverbaugh, Art Brown i Douglas Sloan          | 6 de març de 2013       |
| 19         | 19                   | «Som família (I)»                        | John Sanford                  | Art Brown i Douglas Sloan                                             | 13 de març de 2013      |
| 20         | 20                   | «Som família (II)»                       | Elaine Bogan i John Sanford   | Mike Teverbaugh, Linda Teverbaugh, Art Brown i Douglas Sloan          | 20 de març de 2013      |

### Temporada 2:Els defensors de l'illa del Fred(2013–14)
La segona i última temporada està subtitulada Els defensors de l'illa del Fred.
| Núm. total | Núm. de la temporada | Títol                                | Direcció                  | Guió                                                                     | Data d'emissió original |
| ---------- | -------------------- | ------------------------------------ | ------------------------- | ------------------------------------------------------------------------ | ----------------------- |
| 21         | 1                    | «Viu i deixa volar»                  | Anthony Bell              | Art Brown i Douglas Sloan                                                | 19 de setembre de 2013  |
| 22         | 2                    | «El ferro de Gronckle»               | John Sanford              | Jack Thomas                                                              | 26 de setembre de 2013  |
| 23         | 3                    | «La nit i el fúria»                  | Louie del Carmen          | Jack Thomas                                                              | 3 d'octubre de 2013     |
| 24         | 4                    | «Visió limitada»                     | Elaine Bogan i John Eng   | Mark Hoffmeier                                                           | 10 d'octubre de 2013    |
| 25         | 5                    | «Cursa fins a l'illa dels cucdefocs» | John Sanford              | F.M. De Marco                                                            | 17 d'octubre de 2013    |
| 26         | 6                    | «El pas d'un malson»                 | Louie del Carmen          | F.M. De Marco                                                            | 24 d'octubre de 2013    |
| 27         | 7                    | «Rivalitat afeblidora»               | John Sanford              | F.M. De Marco, Mark Hoffmeier, Jack Thomas, Art Brown i Douglas Sloan    | 7 de novembre de 2013   |
| 28         | 8                    | «Afany de destrucció»                | Elaine Bogan i Adam Henry | Mark Hoffmeier i Jack Thomas                                             | 14 de novembre de 2013  |
| 29         | 9                    | «Collpartit abatut»                  | Louie del Carmen          | Mark Hoffmeier and Art Brown & Douglas Sloan                             | 21 de novembre de 2013  |
| 30         | 10                   | «El descobriment de l'escril (I)»    | Elaine Bogan              | Jack Thomas                                                              | 5 de desembre de 2013   |
| 31         | 11                   | «El descobriment de l'escril (II)»   | John Sanford              | Mark Hoffmeier                                                           | 5 de desembre de 2013   |
| 32         | 12                   | «L'aprenent de genet de dracs»       | Louie del Carmen          | F.M. De Marco, Mark Hoffmeier, Jack Thomas and Art Brown & Douglas Sloan | 8 de gener de 2014      |
| 33         | 13                   | «Allibereu l'Escaldet»               | Adam Henry                | Jack Thomas                                                              | 15 de gener de 2014     |
| 34         | 14                   | «Paralitzats»                        | John Sanford              | F.M. De Marco                                                            | 22 de gener de 2014     |
| 35         | 15                   | «Història de dos dracs»              | Louie del Carmen          | F.M. De Marco, Mark Hoffmeier, Jack Thomas and Art Brown & Douglas Sloan | 29 de gener de 2014     |
| 36         | 16                   | «L'efecte anguila»                   | Adam Henry                | Sam Cherington                                                           | 5 de febrer de 2014     |
| 37         | 17                   | «Amb el fum als ulls»                | Elaine Bogan              | F.M. De Marco                                                            | 12 de febrer de 2014    |
| 38         | 18                   | «Pim! Pam! Pum!»                     | Louie del Carmen          | Art Brown & Douglas Sloan                                                | 19 de febrer de 2014    |
| 39         | 19                   | «Proscrit (I)»                       | Adam Henry                | F.M. De Marco, Mark Hoffmeier, Jack Thomas and Art Brown & Douglas Sloan | 26 de febrer de 2014    |
| 40         | 20                   | «Proscrit (II)»                      | John Sanford              | F.M. De Marco                                                            | 5 de març de 2014       |

## Episodis de Netflix:Cap a nous horitzons
La sèrie està subtitulada com a Cap a nous horitzons a Netflix. La sèrie arriba després del curtmetratge L'origen de les curses de dracs (com a episodi pilot) i el començament es fixa uns tres anys després de la segona temporada i el final, uns quants mesos (probablement un o dos) abans dels esdeveniments de Com ensinistrar un drac 2, amb personatges d'entre 18 i 19 anys. Netflix va restablir un recompte de temporades després que la sèrie es traslladés de Cartoon Network, de manera que la primera temporada de Netflix és en realitat la tercera temporada estrenada per a Dracs, fins a la seva vuitena i temporada final (etiquetada com la sisena temporada a Netflix).

### Temporada 1 (2015)
| Núm. total | Núm. de la temporada | Títol                             | Direcció          | Guió                                                                               | Data d'estrena original |
| ---------- | -------------------- | --------------------------------- | ----------------- | ---------------------------------------------------------------------------------- | ----------------------- |
| 41         | 1                    | «L'ull de drac (I)»               | Elaine Bogan      | FM De Marco, John Tellegen, Jack Thomas, Art Brown i Douglas Sloan                 | 26 de juny de 2015      |
| 42         | 2                    | «L'ull de drac (II)»              | Elaine Bogan      | Art Brown i Douglas Sloan                                                          | 26 de juny de 2015      |
| 43         | 3                    | «Harmonia imperfecta»             | Jae Hong Kim      | Art Brown i Douglas Sloan                                                          | 26 de juny de 2015      |
| 44         | 4                    | «Quan es fa fosc»                 | Elaine Bogan      | Jack Thomas                                                                        | 26 de juny de 2015      |
| 45         | 5                    | «Un milhomes a l'illa del Fred»   | T.J. Sullivan     | John Tellegen                                                                      | 26 de juny de 2015      |
| 46         | 6                    | «Adeu, Gustav, adeu»              | Elaine Bogan      | FM De Marco                                                                        | 26 de juny de 2015      |
| 47         | 7                    | «El regne dels cucdefocs»         | T.J. Sullivan     | Art Brown & Douglas Sloan                                                          | 26 de juny de 2015      |
| 48         | 8                    | «Aixafem-ho tot»                  | T.J. Sullivan     | FM De Marco, Mike Hoffmeier, John Tellegen, Jack Thomas, Art Brown i Douglas Sloan | 26 de juny de 2015      |
| 49         | 9                    | «La tremolor catastròfica»        | Jae Hong Kim      | FM De Marco                                                                        | 26 de juny de 2015      |
| 50         | 10                   | «Qui té un drac pot viatjar (I)»  | David M. V. Jones | Art Brown i Douglas Sloan                                                          | 26 de juny de 2015      |
| 51         | 11                   | «Qui té un drac pot viatjar (II)» | T.J. Sullivan     | John Tellegen                                                                      | 26 de juny de 2015      |
| 52         | 12                   | «La propera gran fiblada»         | T.J. Sullivan     | FM De Marco                                                                        | 26 de juny de 2015      |
| 53         | 13                   | «El pitjor malson»                | Jae Hong Kim      | Richard Hamilton, John Tellegen i Jack Thomas                                      | 26 de juny de 2015      |

### Temporada 2 (2016)
| Núm. total | Núm. de la temporada | Títol                           | Direcció                        | Guió                                      | Data d'estrena original |
| ---------- | -------------------- | ------------------------------- | ------------------------------- | ----------------------------------------- | ----------------------- |
| 54         | 1                    | «L'equip Astrid»                | Elaine Bogan                    | Jack Thomas                               | 8 de gener de 2016      |
| 55         | 2                    | «La nit dels caçadors (I)»      | Jae Hong Kim                    | John Tellegen                             | 8 de gener de 2016      |
| 56         | 3                    | «La nit dels caçadors (II)»     | Elaine Bogan                    | Jack Thomas                               | 8 de gener de 2016      |
| 57         | 4                    | «L'home drac»                   | Elaine Bogan                    | Art Brown i Douglas Sloan                 | 8 de gener de 2016      |
| 58         | 5                    | «En carademoc agafa la destral» | T.J. Sullivan                   | F.M. De Marco                             | 8 de gener de 2016      |
| 59         | 6                    | «El deute del collpartit»       | Jae Hong Kim                    | Will Morey                                | 8 de gener de 2016      |
| 60         | 7                    | «Túnels sota la neu»            | T.J. Sullivan                   | Douglas Britton i Jack Thomas             | 8 de gener de 2016      |
| 61         | 8                    | «Al caire del desastre (I)»     | Elaine Bogan                    | Art Brown i Douglas Sloan                 | 8 de gener de 2016      |
| 62         | 9                    | «Al caire del desastre (II)»    | T.J. Sullivan                   | Art Brown i Douglas Sloan                 | 8 de gener de 2016      |
| 63         | 10                   | «El dia de Loki»                | David M.V. Jones i Jae Hong Kim | Ann Austen i John Tellegen                | 8 de gener de 2016      |
| 64         | 11                   | «Temps d'Escril»                | David M.V. Jones i Jae Hong Kim | Ricky Roxburgh, FM De Marco i Jack Thomas | 8 de gener de 2016      |
| 65         | 12                   | «Maces i urpes (I)»             | Elaine Bogan                    | Art Brown i Douglas Sloan                 | 8 de gener de 2016      |
| 66         | 13                   | «Maces i urpes (II)»            | T.J. Sullivan                   | Art Brown i Douglas Sloan                 | 8 de gener de 2016      |

### Temporada 3 (2016)
| Núm. total | Núm. de la temporada | Títol                          | Direcció                        | Guió                      | Data d'estrena original |
| ---------- | -------------------- | ------------------------------ | ------------------------------- | ------------------------- | ----------------------- |
| 67         | 1                    | «L'enemic del meu enemic»      | David M.V. Jones i Jae Hong Kim | Art Brown i Douglas Sloan | 24 de juny de 2016      |
| 68         | 2                    | «Curs accelerat»               | Simon Otto                      | Art Brown i Douglas Sloan | 24 de juny de 2016      |
| 69         | 3                    | «Seguir el líder»              | T.J. Sullivan                   | Art Brown i Douglas Sloan | 24 de juny de 2016      |
| 70         | 4                    | «Pudor de socarrim»            | David M.V. Jones i Jae Hong Kim | Art Brown i Douglas Sloan | 24 de juny de 2016      |
| 71         | 5                    | «El drac reibúfal»             | Robert Briggs Jae Hong Kim      | FM De Marco               | 24 de juny de 2016      |
| 72         | 6                    | «Unes vacances espantoses»     | Simon Otto                      | Art Brown i Douglas Sloan | 24 de juny de 2016      |
| 73         | 7                    | «La decisió de la Heather»     | T.J. Sullivan                   | Art Brown i Douglas Sloan | 24 de juny de 2016      |
| 74         | 8                    | «Baralles de dracs»            | Greg Rankin                     | Will Morey                | 24 de juny de 2016      |
| 75         | 9                    | «Un cant mortal»               | Robert Briggs                   | Art Brown i Douglas Sloan | 24 de juny de 2016      |
| 76         | 10                   | «Entre l'enclusa i el martell» | T.J. Sullivan                   | FM De Marco               | 24 de juny de 2016      |
| 77         | 11                   | «Un tema de família»           | David M.V. Jones                | Jack Thomas               | 24 de juny de 2016      |
| 78         | 12                   | «L'última gran subhasta»       | David M.V. Jones                | Jack Thomas               | 24 de juny de 2016      |
| 79         | 13                   | «Els defensors de l'Ala (I)»   | David M.V. Jones                | Jack Thomas               | 24 de juny de 2016      |

### Temporada 4 (2017)
| Núm. total | Núm. de la temporada | Títol                               | Direcció      | Guió                      | Data d'estrena original |
| ---------- | -------------------- | ----------------------------------- | ------------- | ------------------------- | ----------------------- |
| 80         | 1                    | «Els defensors de l'Ala (II)»       | Robert Briggs | John Tellegen             | 17 de febrer de 2017    |
| 81         | 2                    | «Cosins al límit»                   | T.J. Sullivan | Jack Thomas               | 17 de febrer de 2017    |
| 82         | 3                    | «Sarau a mitjanit»                  | T.J. Sullivan | John Tellegen             | 17 de febrer de 2017    |
| 83         | 4                    | «Un líder nat»                      | John Sanford  | John Tellegen             | 17 de febrer de 2017    |
| 84         | 5                    | «Salvem l'exterminador»             | Robert Briggs | Art Brown & Douglas Sloan | 17 de febrer de 2017    |
| 85         | 6                    | «Moments difícils»                  | Gil Zimmerman | FM De Marco               | 17 de febrer de 2017    |
| 86         | 7                    | «El dia més llarg»                  | Robert Briggs | Jack Thomas               | 17 de febrer de 2017    |
| 87         | 8                    | «La febre de l'or»                  | T.J. Sullivan | John Tellegen             | 17 de febrer de 2017    |
| 88         | 9                    | «Fugir del foc per caure a la lava» | Gil Zimmerman | FM De Marco               | 17 de febrer de 2017    |
| 89         | 10                   | «Intuïbessó»                        | Gil Zimmerman | Will Morey                | 17 de febrer de 2017    |
| 90         | 11                   | «Encegada»                          | T.J. Sullivan | Art Brown i Douglas Sloan | 17 de febrer de 2017    |
| 91         | 12                   | «Guerra de nervis (I)»              | Robert Briggs | Art Brown i Douglas Sloan | 17 de febrer de 2017    |
| 92         | 13                   | «Guerra de nervis (II)»             | Gil Zimmerman | Art Brown i Douglas Sloan | 17 de febrer de 2017    |

### Temporada 5 (2017)
| Núm. total | Núm. de la temporada | Títol                                         | Direcció                  | Guió                      | Data d'estrena original |
| ---------- | -------------------- | --------------------------------------------- | ------------------------- | ------------------------- | ----------------------- |
| 93         | 1                    | «Viure al límit»                              | Greg Rankin               | Art Brown i Douglas Sloan | 25 d'agost de 2017      |
| 94         | 2                    | «Sota la sorra»                               | T.J. Sullivan             | Art Brown i Douglas Sloan | 25 d'agost de 2017      |
| 95         | 3                    | «Alguna cosa està podrida a l'illa Berserker» | Robert Briggs             | Art Brown i Douglas Sloan | 25 d'agost de 2017      |
| 96         | 4                    | «Els àngels d'en Carademoc»                   | David Jones i Abe Brown   | Art Brown i Douglas Sloan | 25 d'agost de 2017      |
| 97         | 5                    | «Una qüestió de perspectiva»                  | Greg Rankin               | Art Brown i Douglas Sloan | 25 d'agost de 2017      |
| 98         | 6                    | «El retorn d'en Thor Trinxaossos»             | T.J. Sullivan             | Art Brown i Douglas Sloan | 25 d'agost de 2017      |
| 99         | 7                    | «L'alba de la destrucció»                     | Robert Briggs i Abe Brown | Art Brown i Douglas Sloan | 25 d'agost de 2017      |
| 100        | 8                    | «Les ales de la guerra (I)»                   | Greg Rankin               | Art Brown i Douglas Sloan | 25 d'agost de 2017      |
| 101        | 9                    | «Les ales de la guerra (II)»                  | T.J. Sullivan             | Art Brown i Douglas Sloan | 25 d'agost de 2017      |
| 102        | 10                   | «Cap drac abandonat»                          | Greg Rankin               | Art Brown i Douglas Sloan | 25 d'agost de 2017      |
| 103        | 11                   | «Trencamort»                                  | T.J. Sullivan             | Art Brown i Douglas Sloan | 25 d'agost de 2017      |
| 104        | 12                   | «Buscant l'Osvald... i la gallina»            | Robert Briggs             | Laura Bowes               | 25 d'agost de 2017      |
| 105        | 13                   | «Pecats del passat»                           | Greg Rankin               | Art Brown i Douglas Sloan | 25 d'agost de 2017      |

### Temporada 6 (2018)
| Núm. total | Núm. de la temporada | Títol                          | Direcció                         | Guió                      | Data d'estrena original |
| ---------- | -------------------- | ------------------------------ | -------------------------------- | ------------------------- | ----------------------- |
| 106        | 1                    | «El talp»                      | T.J. Sullivan                    | Jack Thomas               | 16 de febrer de 2018    |
| 107        | 2                    | «La cursa per l'escorça»       | Robert Briggs                    | Ian Ricket                | 16 de febrer de 2018    |
| 108        | 3                    | «La cadena de comandament»     | Greg Rankin                      | Will Morey                | 16 de febrer de 2018    |
| 109        | 4                    | «El lleial orde dels Ingerman» | T.J. Sullivan                    | John Tellegen             | 16 de febrer de 2018    |
| 110        | 5                    | «Una separació dolorosa»       | Abe Brown                        | Will Morey                | 16 de febrer de 2018    |
| 111        | 6                    | «L'amor dona ales»             | Greg Rankin                      | John Tellegen             | 16 de febrer de 2018    |
| 112        | 7                    | «Unes ales per la Trencanous»  | Abe Brown                        | John Tellegen             | 16 de febrer de 2018    |
| 113        | 8                    | «Triple traïció»               | Robert Briggs                    | Will Morey                | 16 de febrer de 2018    |
| 114        | 9                    | «La família abans que res»     | T.J. Sullivan                    | Jack Thomas               | 16 de febrer de 2018    |
| 115        | 10                   | «La nit més llarga»            | Greg Rankin                      | Art Brown & Douglas Sloan | 16 de febrer de 2018    |
| 116        | 11                   | «Els guardians de Vanaheim»    | Robert Briggs                    | Art Brown i Douglas Sloan | 16 de febrer de 2018    |
| 117        | 12                   | «El rei dels dracs (I)»        | David M.V. Jones i T.J. Sullivan | Art Brown i Douglas Sloan | 16 de febrer de 2018    |
| 118        | 13                   | «El rei dels dracs (II)»       | David M.V. Jones                 | Art Brown & Douglas Sloan | 16 de febrer de 2018    |